# Ałdan (miasto)
Ałdan (ros. Алда́н) – miasto w Rosji, w Jakucji; ośrodek administracyjny ułusu ałdańskiego.
Leży w Górach Ałdańskich, ok. 420 km na południowy zachód od Jakucka; współrzędne geograficzne 58°36′N 125°23′E/58,600000 125,383333. 21 364 mieszkańców (2014); dla porównania, w 1966 było ich 15 tys.
Główny ośrodek regionu wydobycia złota i miki; przemysł spożywczy, metalowy, materiałów budowlanych; węzeł komunikacyjny na Magistrali Amursko-Jakuckiej; lotnisko.
Osiedle założone w 1923 roku pod nazwą Niezamietnyj; obecna nazwa i prawa miejskie od 1939 roku.
W mieście znajduje się cerkiew Świętych Nowomęczenników i Wyznawców Rosyjskich, zbudowana w latach 1995–2000.